# Mount Gay-Shamrock
Mount Gay-Shamrock és una concentració de població designada pel cens dels Estats Units a l'estat de Virgínia de l'Oest. Segons el cens del 2000 tenia 2.623 habitants.

## Demografia
Segons el cens del 2000, Mount Gay-Shamrock tenia 2.623 habitants, 1.065 habitatges, i 726 famílies. La densitat de població era de 84,7 habitants per km².
Dels 1.065 habitatges en un 27,9% hi vivien nens de menys de 18 anys, en un 48,2% hi vivien parelles casades, en un 14,9% dones solteres, i en un 31,8% no eren unitats familiars. En el 28,6% dels habitatges hi vivien persones soles l'11,2% de les quals corresponia a persones de 65 anys o més que vivien soles. El nombre mitjà de persones vivint en cada habitatge era de 2,46 i el nombre mitjà de persones que vivien en cada família era de 3,02.
Per edats la població es repartia de la següent manera: un 22,6% tenia menys de 18 anys, un 9,2% entre 18 i 24, un 27,7% entre 25 i 44, un 26,5% de 45 a 60 i un 14% 65 anys o més.
L'edat mediana era de 40 anys. Per cada 100 dones de 18 o més anys hi havia 90,5 homes.
La renda mediana per habitatge era de 18.975 $ i la renda mediana per família de 22.946 $. Els homes tenien una renda mediana de 21.328 $ mentre que les dones 23.021 $. La renda per capita de la població era de 12.532 $. Entorn del 29,3% de les famílies i el 34,2% de la població estaven per davall del llindar de pobresa.

## Poblacions més properes
El següent diagrama mostra les poblacions més properes.